# 右外野手

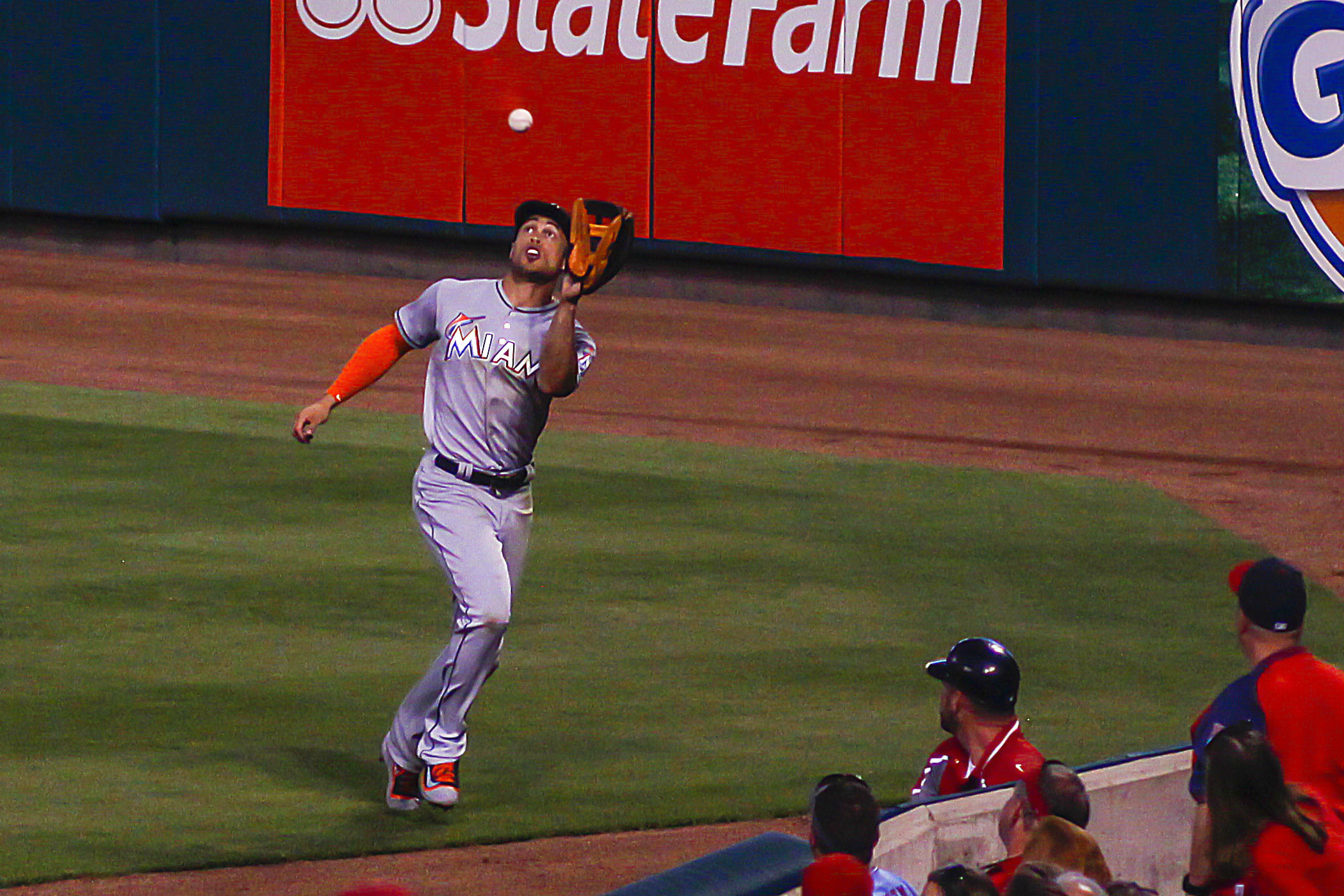
邁阿密馬林魚隊右外野手賈恩卡洛·斯坦頓（Giancarlo Stanton）接捕飛球

右外野手（Right Fielder，通常簡寫成。日文漢字為。中國大陸譯為右外場手），是棒球比賽中防守右外野的選手，主要負責接捕打向右外野及右邊界外區的飛球、處理右外野方向的安打球，盡可能減少攻擊方所推進的壘包數，必要時也需要協防中外野。

## 概要
由於攻擊方在壘上有跑者時，擊出安打便可能一舉進佔好幾個壘包，外野手必須積極處理並回傳內野，以防跑者進佔更多的壘包，因為右外野手距離三壘與本壘都很遠，故右外野手通常是由球隊中臂力最佳的外野手擔任，有助於長傳阻殺（刺殺的一種）（或與內野手搭配轉傳完成助殺）或威嚇跑者使跑者不敢再進佔壘包。
退休的美國職棒大聯盟西雅圖水手隊日本棒球選手鈴木一朗，在球員生涯屢次演出由右外野直傳三壘刺殺跑者的驚人守備，被公認為全球最佳的右外野手之一。
在紀錄逐局比賽過程時，通常以數字9來代表右外野手這個守備位置。

## 外部連結
- 右外野手在台灣棒球維基館上的頁面（繁體中文）